# Flamenc menut
El Flamenc menut (Phoenicopterus minor o Phoeniconaias minor) és una de les sis espècies vives de flamencs (gènere Phoenicopterus), a la família dels fenicoptèrids (Phoenicopteridae).

## Descripció
És el menor dels flamencs, amb una llargària d'uns 95 cm i un pes de 4,5 kg. El mascle és normalment una mica major que la femella. El color general del seu plomatge, normalment, és color rosat, amb un to una mica més fort que el del flamenc rosat. De tota manera, per a diferenciar-lo de l'altra espècie del vell món, cal recórrer a la zona negra del bec, molt major en el flamenc menut, ja que la grandària només es pot notar si els animals estan junts.

## Hàbitat i distribució
Habita en llacs baixos alcalins d'Àfrica i Àsia meridional (Índia i Pakistan). S'han citat en zones més septentrionals, però es considera que es tracta d'animals captius fugits. A l'Àfrica hi ha les majors concentracions, sobretot a les zones humides de la Gran Vall del Rift, però també en altres indrets, com ara Aftout es-Saheli, a la zona costanera de Mauritània, i en Àfrica del Sud. A l'Àsia la població és molt menor, i en data recent, únicament s'ha demostrat la seva cria a salines del Nord-oest de l'Índia.

## Alimentació
S'alimenta sobretot de Spirulina, una alga que creix únicament en llacs molt alcalins. El seu bec està molt adaptat al filtratge de cossos diminuts. En menor mesura també mengen alguna gambeta.

## Reproducció

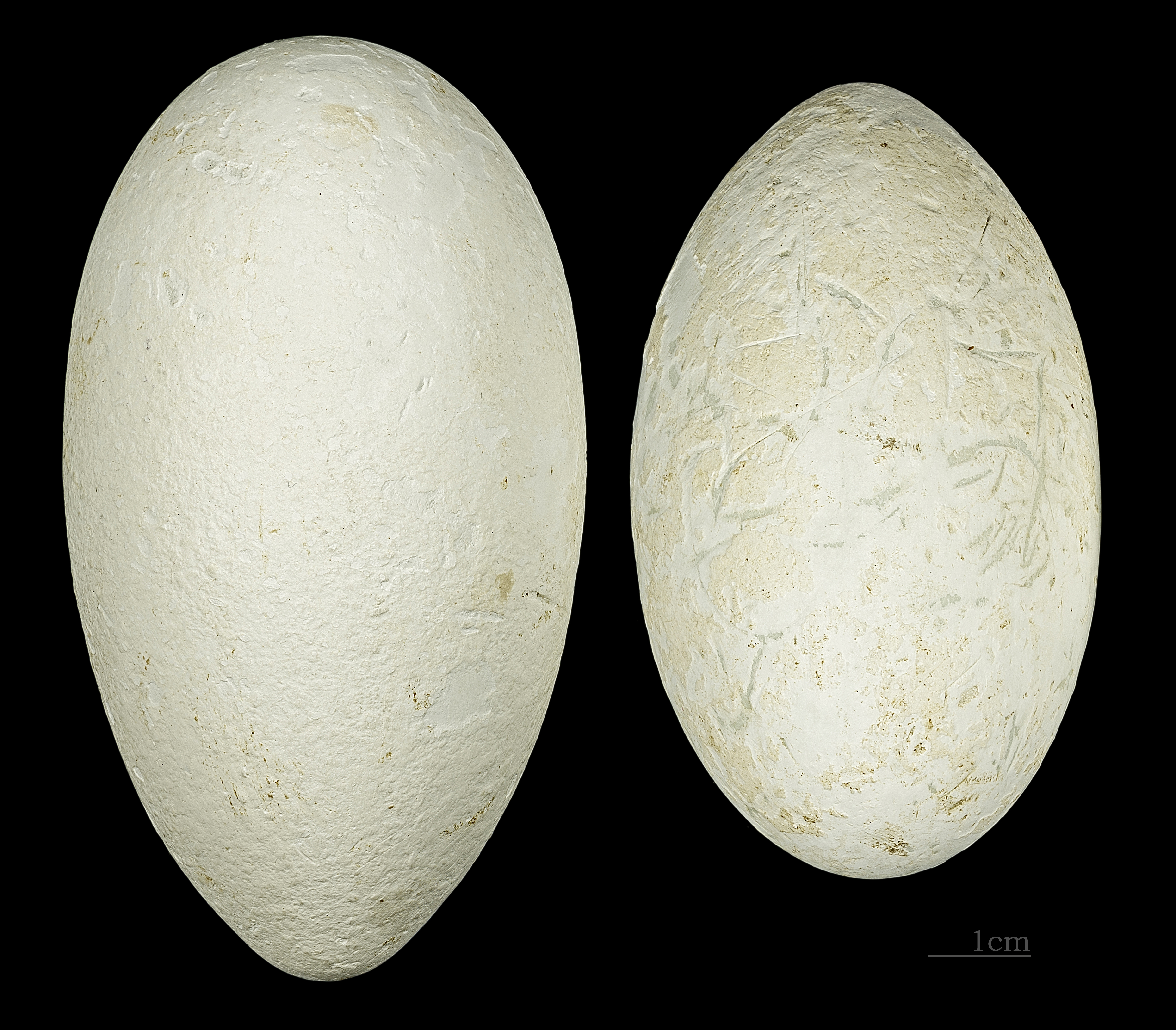
Phoeniconaias minor

Com tots el flamencs, pon un únic ou sobre un monticle de fang de forma de tronc de con. El pollet abandona aviat el niu i s'afegeix a la "guarderia" de la que tenen cura un grup d'adults, que la condueixen a peu en direcció a l'aigua dolça, de vegades per més de 30 km.

## Taxonomia
Sovint situat a un gènere monospecífic : Phoeniconaias.

## Conservació
Es tracta de l'espècie de flamenc més nombrosa. Es calcula que passen dels dos milions d'individus. Malgrat això, es considera amenaçat pel descens de la seva població, els pocs indrets on cria i, en alguns llocs, per les activitats humanes.